# Marché Pryvoz
Le marché Pryvoz est un marché situé à Odessa, en Ukraine. C'est le plus grand marché d'alimentation d'Ukraine

## Situation
Le marché se trouve près de la gare routière.

## Étymologie
Les marchandises étaient échangées à partir de charrettes et de camions, c'est-à-dire "à partir des roues", soit "privoz". Au fil du temps, le nom est resté.

## Histoire
Si l'histoire officielle retient 1827 comme date de fondation, le marché serait né plus tôt, en 1796, soit deux années après la fondation de la ville
À l'origine, il y avait trois marchés à Odessa : le Marché grec, l'Ancien Marché et le Nouveau Marché. Et Privoz était considéré comme faisant partie de l'Ancien Marché. Au début, le marché occupait très peu d'espace, avec des bancs et des étales. Ceux qui voulaient louer un espace de vente devaient passer par une vente aux enchères, organisée par la mairie, mais il n'y avait pas encore de bâtiments en dur
En 1797, les autorités de la ville signèrent un contrat avec le marchand Filippov, selon lequel il recevait le droit de "réparer la vente" et "d'avoir une différence" dans la vente de produits carnés. Cependant, le prix était établi par les autorités de la ville, et les produits devaient être d'excellente qualité.
Les surveillants et les anciens du commerce maintenaient l'ordre sur le marché. Ils étaient choisis parmi les marchands et la bourgeoisie, et étaient appelés "bazar".
Le marché fut brûlé en raison de l'apparition de la peste (les commerçants furent transférés au Terrain Kulikovo) et reconstruit en 1902. En 1904, le passage des Fruits ou passage de Fruit fut conçu par l'architecte de la ville, Fedir Pavlovych Nesturkh. Le passage comportait des galeries marchandes couvertes avec des entrées en arc de cercle.
Après la révolution d'Octobre, le marché fut rebaptisé Marché d'Octobre, mais ce nom ne connut aucun succès.
En 2007, un marché pour la viande et le poisson est apparu, après quoi un centre commercial appelé "New Pryvoz" a été construit.
Le marché est partiellement détruit le 24 juillet 2025 lors d'une attaque de drone russe durant l'invasion du pays ordonnée par Vladimir Poutine.

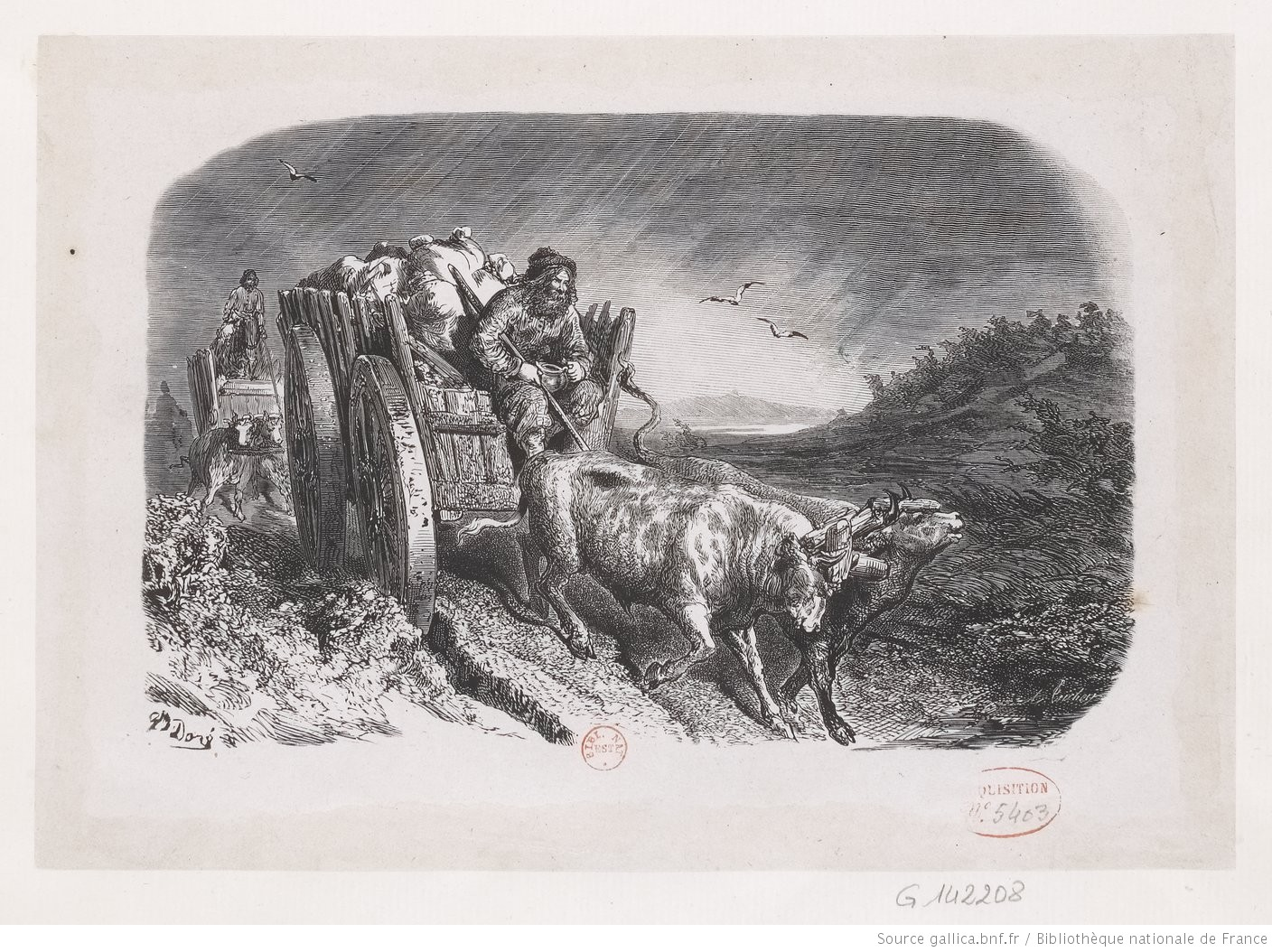
Les arrivages de blé à Odessa, Gustave Doré, Auguste Trichon, 1855
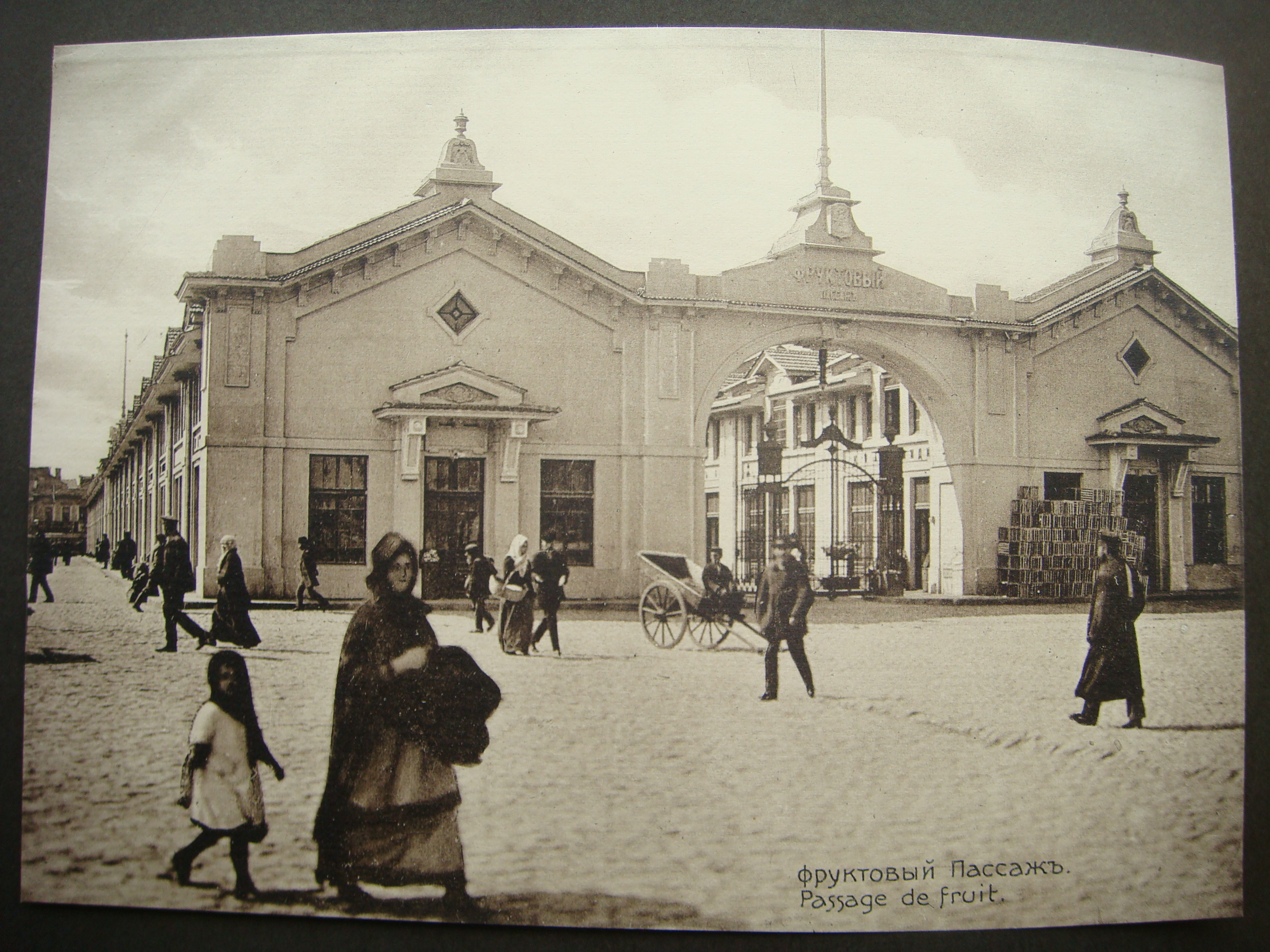
Le passage de Fruit, avant 1917
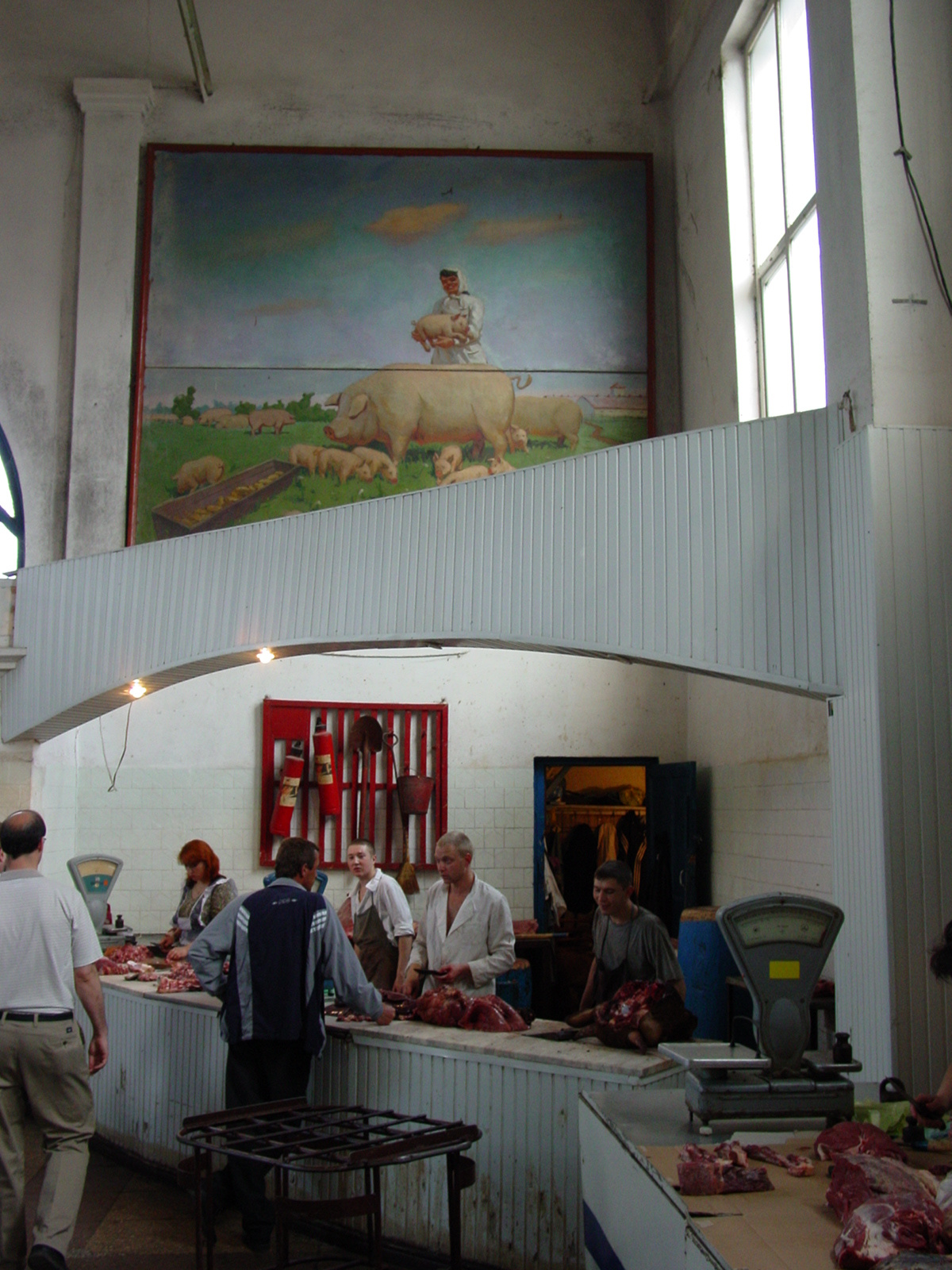
Le marché en 2002, avec une fresque probablement soviétique
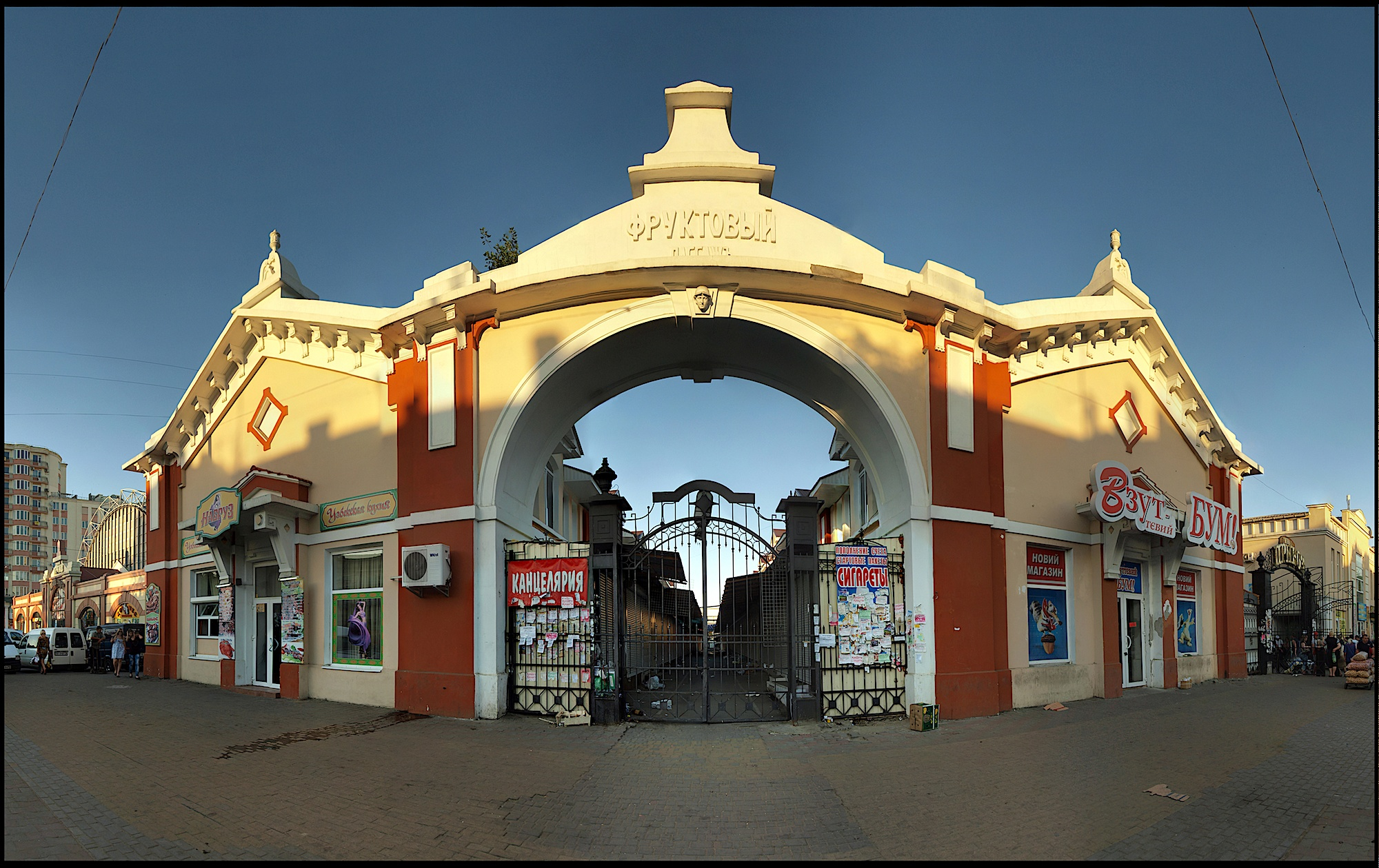
Une entrée du marché

Produits vendus
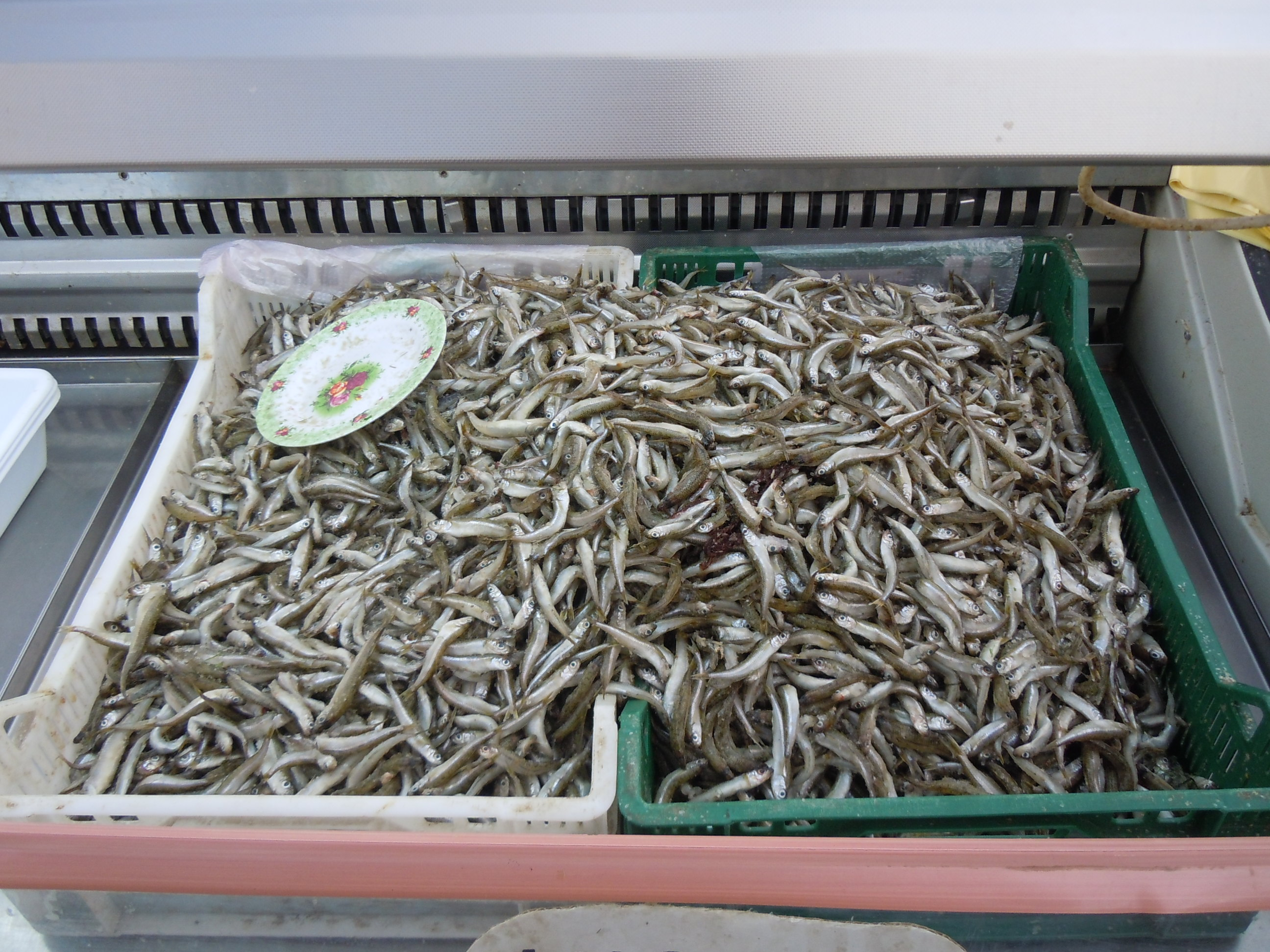
Atherina
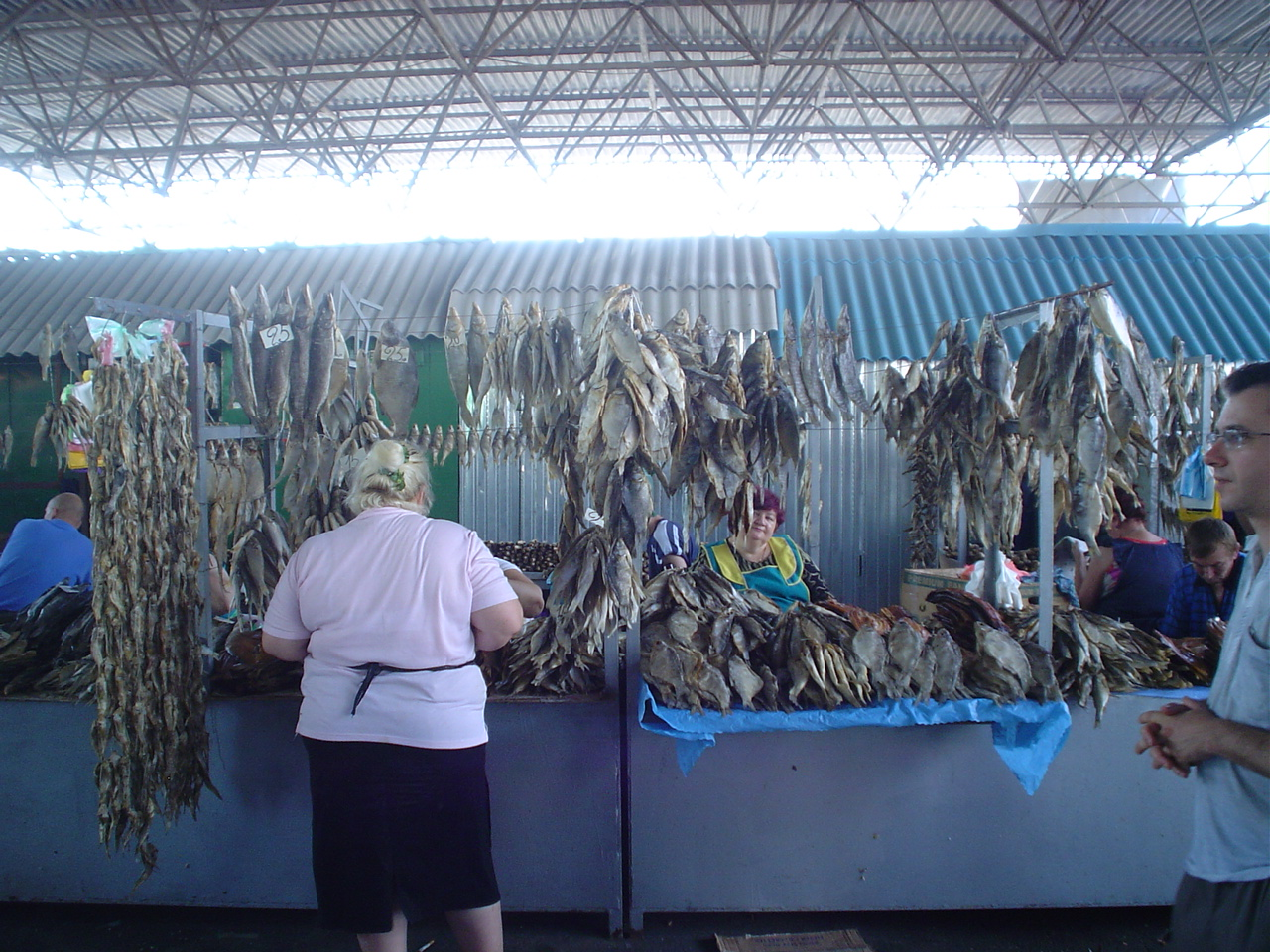
Poisson séché
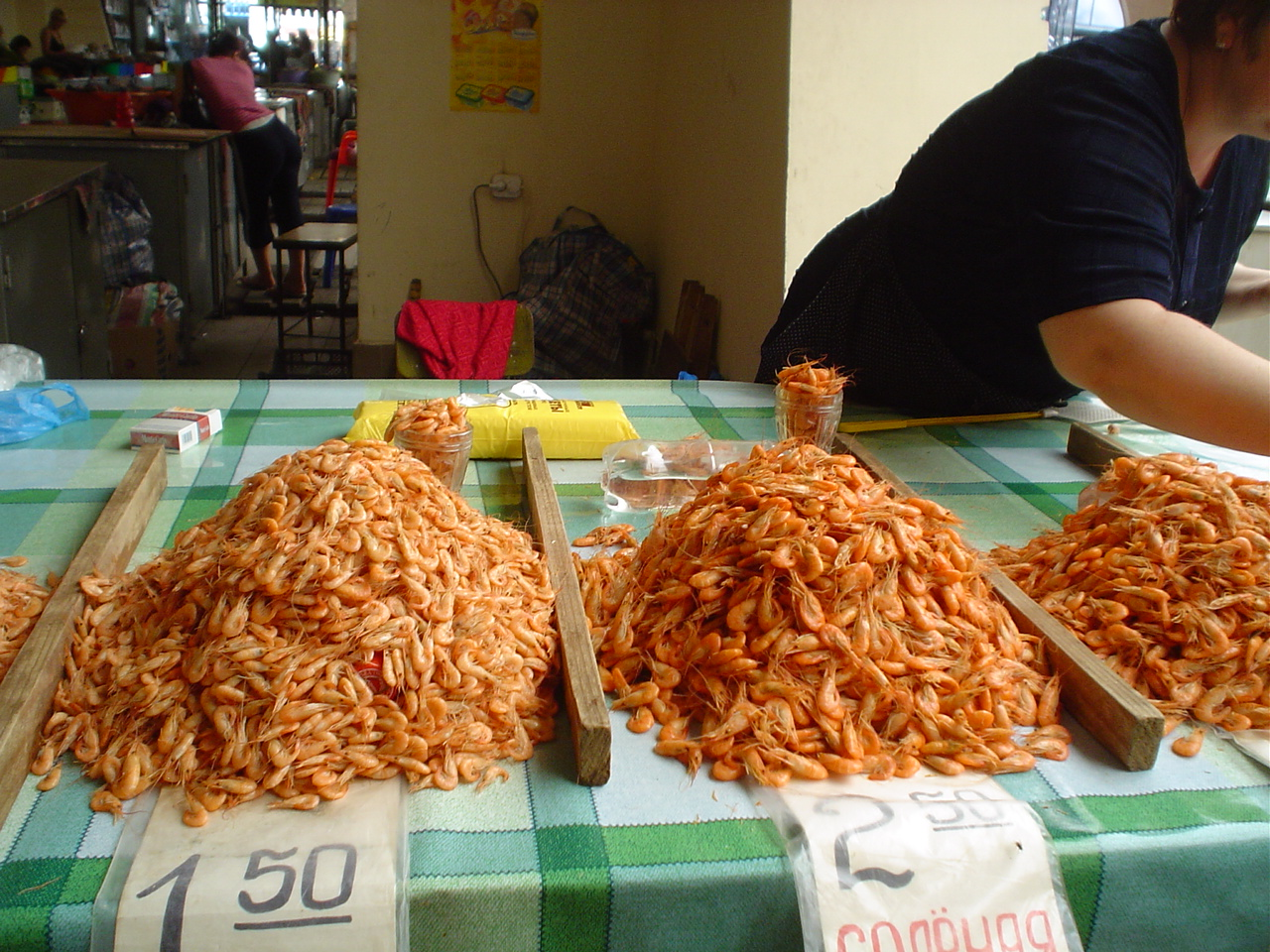
Crevettes
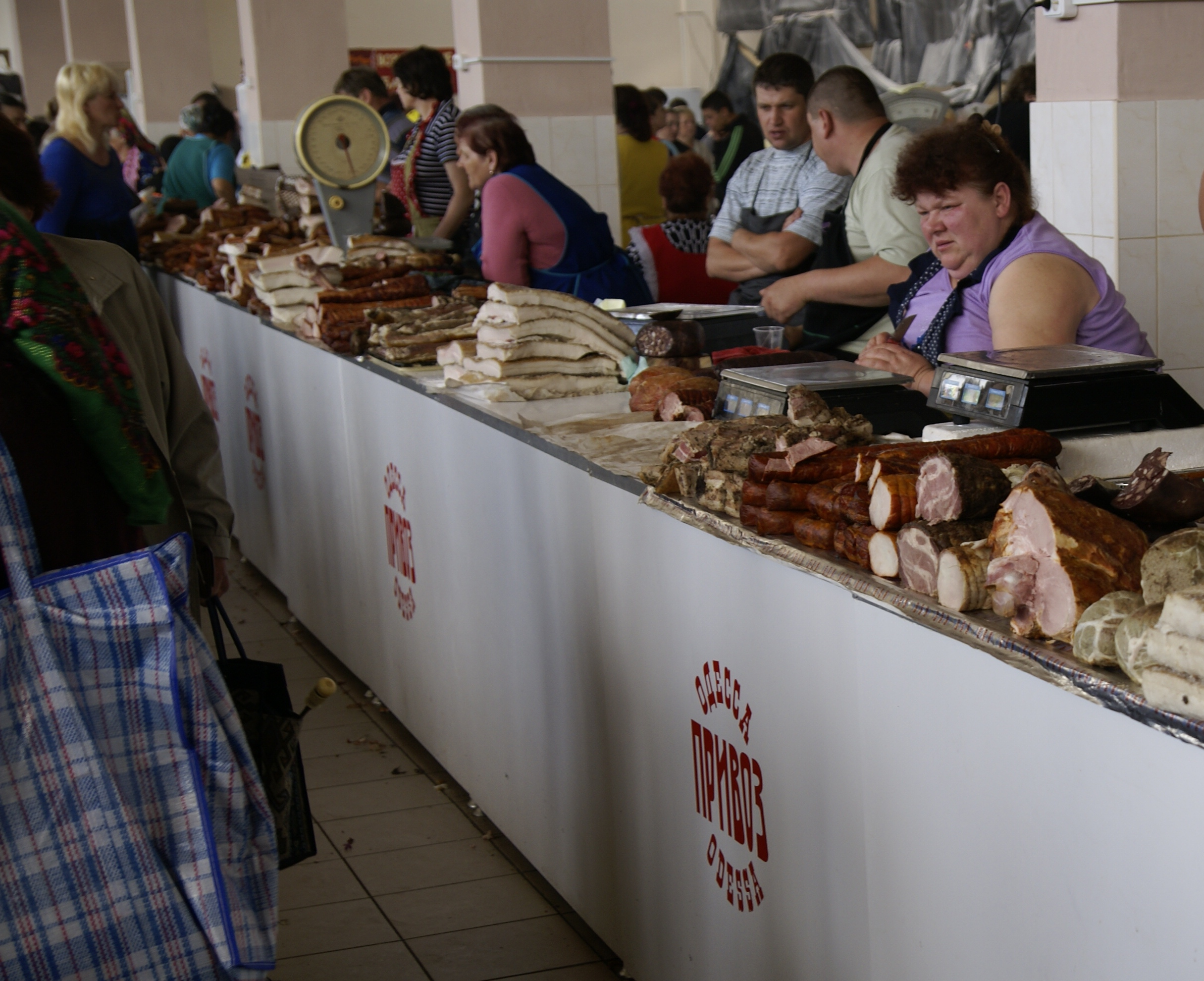
Charcuterie
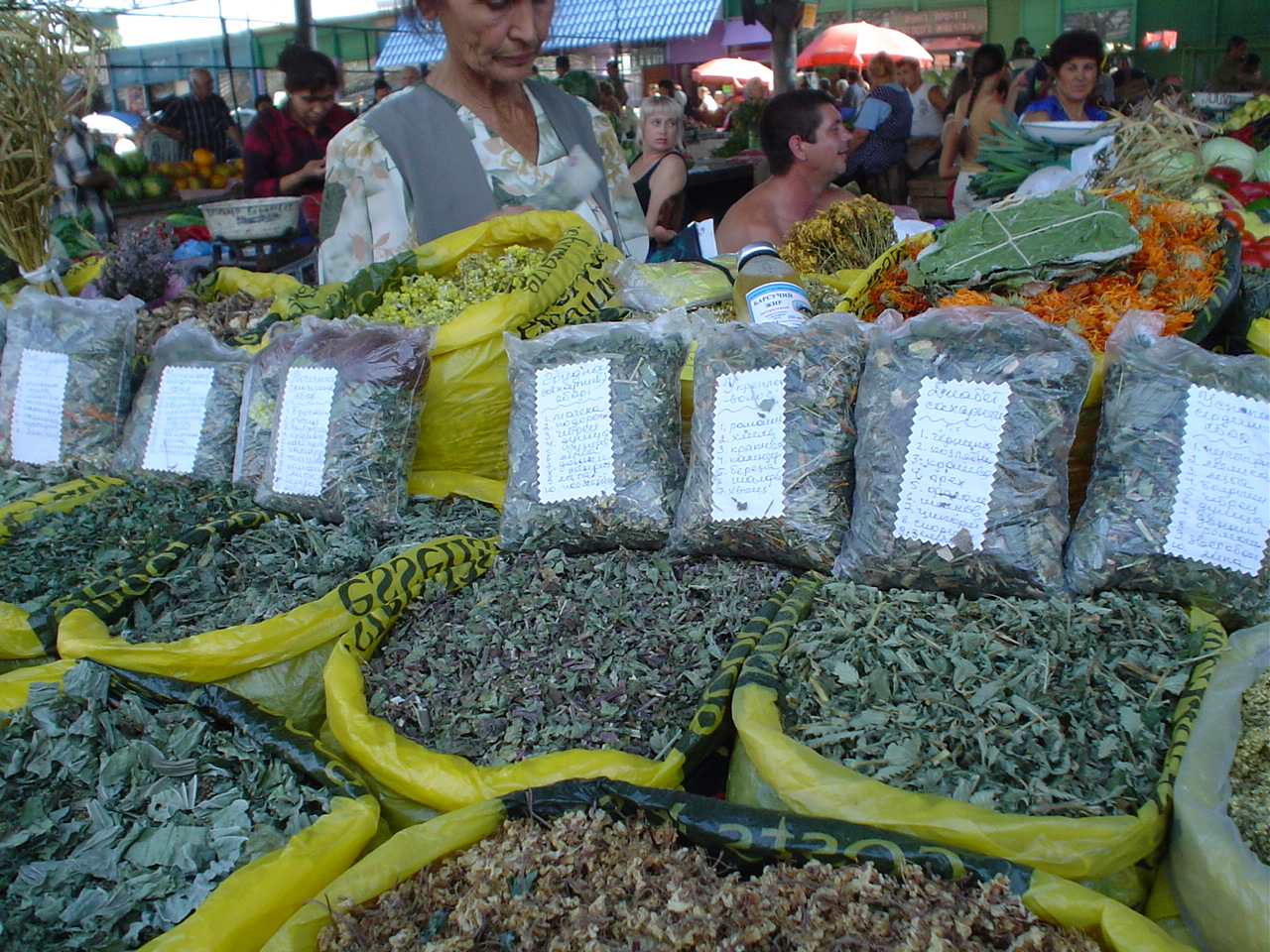
Plantes
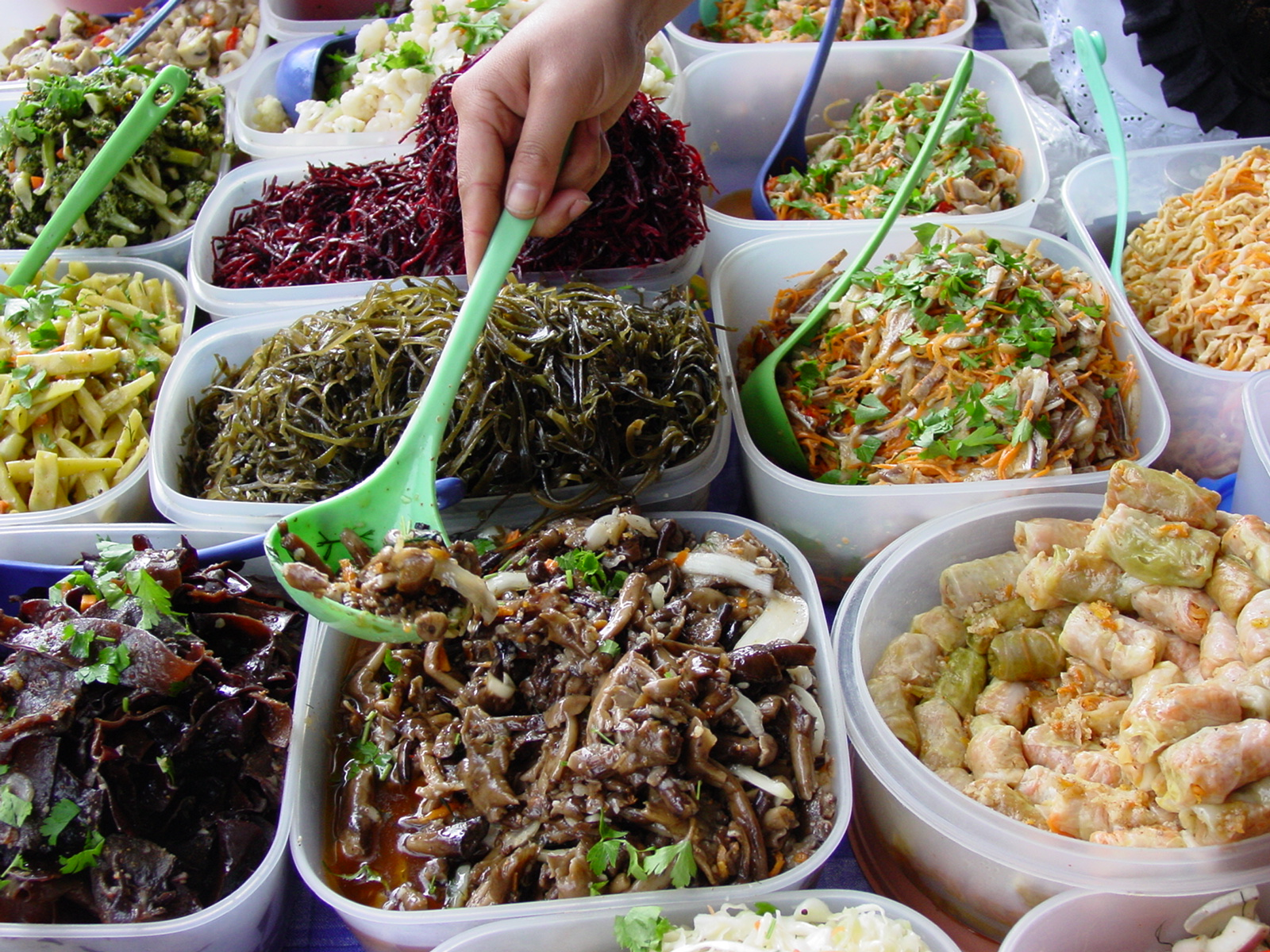
Plats préparés

## Divers
- Dans les années 1940, les animaux du zoo d'Odessa furent déplacés à Simferopol, et un éléphant de quatre ans (Murza (Мурза))) s'échappa. Il courut jusqu'à la section des fruits du marché de Pryvoz et mangea plusieurs pommes, arracha des concombres marinés d'un tonneau et goûta du chou frais et des fruits secs. Murza fut attrapé et renvoyé au zoo. Un film soviétique, La Croisière tigrée, s'inspira de cet incident.
- Une légende raconte que dans les années 1920, un certain Yakov Pilerman devint le directeur de Privoz : il détourna de l'argent et se lia à Misha Yaponchik, le célèbre roi des voleurs d'Odessa, qu'il aidait à vendre des biens volés, et en même temps à collecter le tribut des vendeurs. La fausse reconstruction de Privoz fut sa dernière arnaque. Pilerman empocha tout l'argent alloué à cette fin par l'État. Tout fut révélé par une enquête et il tenta de fuit, mais il fut rattrapé à la frontière, condamné et fusillé. Avant son exécution, il aurait avoué qu'il avait enterré la plupart de ses trésors quelque part dans Privoz[1].
- Eva Neïman a réalisé le documentaire Pryvoz, qui fut présenté au Sheffield DocFest (en), au Festival du film de Cracovie et à Doclisboa[3],[4]